# Élections générales péruviennes de 2026
Les élections générales péruviennes de 2026 auront lieu le 12 avril 2026 afin d'élire pour cinq ans le président de la République, ses vice-présidents ainsi que les 130 députés du Congrès de la République du Pérou.

## Contexte

### Instabilité politique

#### Destitution de Pedro Castillo

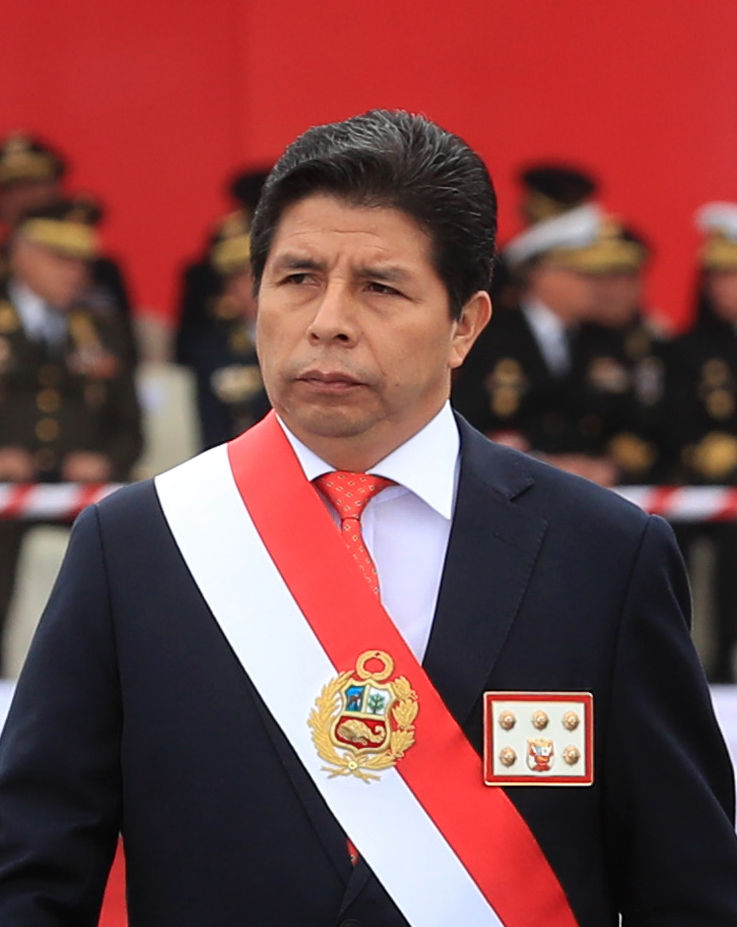
Pedro Castillo, président élu de justesse en 2021 destitué après sa tentative d'« auto-coup d'État ».

Le président élu en 2021, Pedro Castillo, a été destitué en 2022 pour « incapacité à gouverner le Pérou », suite à sa tentative de dissoudre le Congrès de la République et d'instaurer un état d'urgence lui donnant de nombreux pouvoirs qui sont normalement alloués au parlement.

#### Présidence controversée de Dina Boluarte

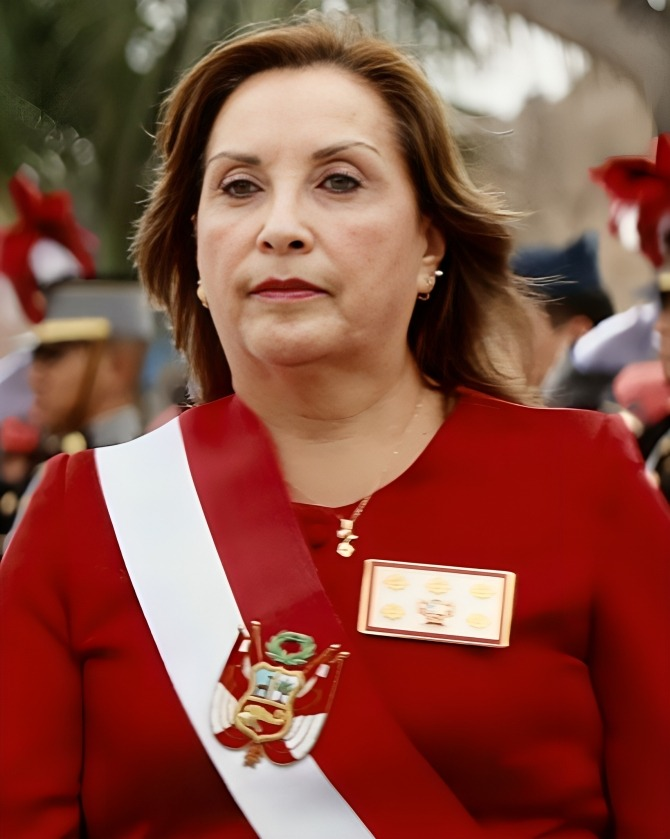
Dina Boluarte, présidente par intérim et ancienne vice-présidente de la République du Pérou.

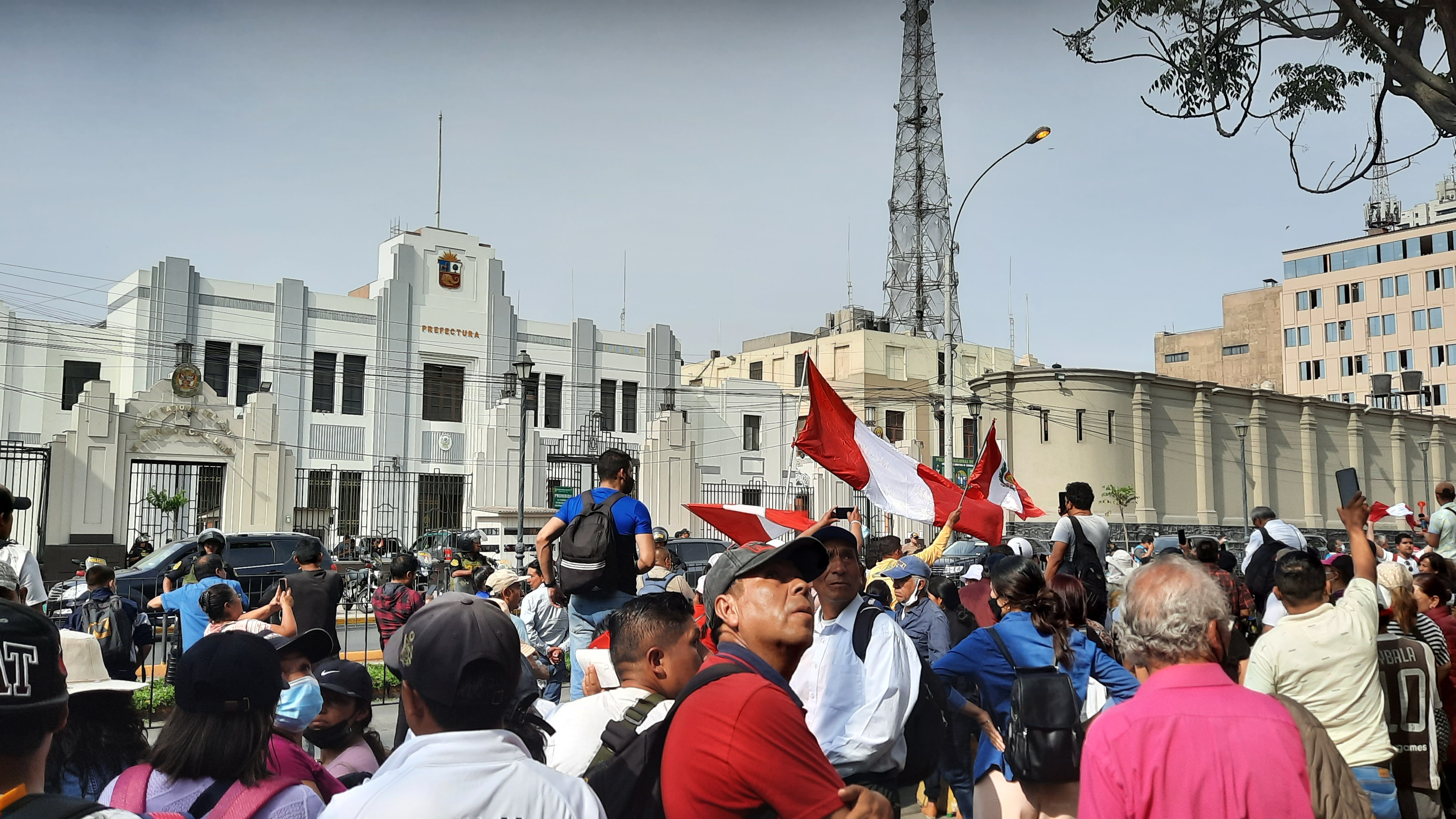
Protestation anti-Boluarte en 2022.

Sa vice-présidente, Dina Boluarte, a prêté serment le 7 décembre 2022 suite à la tentative d'auto-coup d'État de 2022 du président, Pedro Castillo. Dina Boluarte est qualifiée de traître par de nombreux électeurs du binôme Castillo–Boluarte de 2021 et perd le soutien de son parti d'origine, Pérou libre, dont elle était membre de 2018 à 2022. De nombreuses manifestations contre la présidente ont lieu en 2022 et 2023, dont certaines sont réprimées avec violence.  

## Système électoral

### Présidence de la République

Logotype officiel du président du de la République du Pérou.

Le président de la République est élu au scrutin uninominal majoritaire à deux tours pour un mandat de cinq ans non renouvelable de manière consécutive. Est élu le candidat qui recueille la majorité absolue des votes valides au premier tour. À défaut, les deux candidats arrivés en tête au premier tour s'affrontent lors d'un second, et celui recueillant le plus de voix est déclaré élu.
Chaque candidat à la présidence se présente avec deux colistiers qui deviennent premier et second vice-présidents en cas de victoire, le premier ayant pour seule réelle fonction de mener le mandat du président élu à son terme si celui-ci en est empêché, et le second à remplacer le premier en cas d'incapacité. La passation de pouvoir a lieu le 28 juillet, jour de l'indépendance du Pérou de l'Espagne, devenu depuis fête nationale. 

### Congrès de la République
Le Congrès de la République est un parlement unicaméral doté de 130 sièges pourvus pour cinq ans au scrutin proportionnel dans 26 circonscriptions électorales plurinominales correspondant aux 24 départements et 2 provinces du pays. Les sièges sont répartis selon la méthode d'Hondt à tous les partis ayant franchi le seuil électoral de 5 % des suffrages exprimés au niveau national, ou obtenu au moins sept sièges dans une seule circonscription lors de la répartition initiale au quotient simple. Les électeurs ont également la possibilité d'effectuer jusqu'à deux votes préférentiels pour des candidats de la liste choisie afin de faire monter leurs places dans celle-ci,,.
Le vote est obligatoire de 18 à 70 ans. Hormis les cas d'élections législatives anticipées, les élections ont traditionnellement lieu le second dimanche d'avril pour une mise en place de la nouvelle législature en juillet. Depuis le référendum de 2018, les règles sur le financement privé des partis politiques et des campagnes électorales de leurs candidats ont été considérablement durcies, dans le but de lutter contre la corruption des élus. De même, les parlementaires n'ont depuis plus le droit d'effectuer un second mandat consécutif, une disposition qui s'appliquait déjà au président de la République. L'une des propositions du référendum prévoyait également le passage à un parlement bicaméral, mais celle-ci a été rejetée par les électeurs.

## Candidats

### Déclarés
- Rafael López Aliaga, maire de Lima depuis 2023, président de Rénovation populaire depuis 2020 et candidat à l'élection présidentielle de 2021[7].

- Alfredo Barnechea (Action populaire), membre du Congrès (1985-1990) et candidat à l'élection présidentielle de 2016[8].

- Alfonso López Chau (Nouvelle nation), recteur de l'université nationale d'ingénierie (2021-2025)[9].

- Vladimir Cerrón, secrétaire général de Pérou Libre depuis 2008 et gouverneur de Junín (2011-2014)[réf. souhaitée].

- Roberto Chiabra, membre du congrès depuis 2021, ministre de la Défense (2003-2005) et commandant de l'armée péruvienne (2002-2003)[10].

- Roberto Sánchez Palomino (JP), ministre du Commerce et du Tourisme (2021-2022) et membre du Congrès (depuis 2021)[11].

### Publiquement exprimé un intérêt à se présenter
- Keiko Fujimori, Présidente et fondatrice de Force populaire (depuis 2010), membre du Congrès (2006-2011), Première dame du Pérou (1994-2000) et candidate aux élections présidentielles de 2011, 2016 et 2021[12].

- Phillip Butters (En avant pays), président de l'Office péruvien de l'audiodiffusion (depuis 2016)[13].

- César Acuña (APR), gouverneur de La Libertad (2015 et depuis 2023), maire de Trujillo (2007-2014), membre du Congrès (2000-2006) et candidat à l'élection présidentielle de 2021[14].

- Carlos Álvarez (PPT), comédien[15].

- Mario Vizcarra (Le Pérou d'abord), frère de l'ancien président Martín Vizcarra[16].

### Potentiels
- José Luna (Podemos Perú), membre du Congrès (2000-2016 et depuis 2021)[17].

### Candidatures rejetées
- Antauro Humala (ANTAURO), frère de l'ancien président Ollanta Humala et leader de l'ethnocacérisme. Le parti politique et sa candidature sont écartés par la Cour suprême du Pérou le 31 octobre 2025[18],[19].

- Guido Bellido (Peuple de conscience), premier ministre (2021) et membre du Congrès (depuis 2021). Le parti ne s'enregistre pas dans les délais impartis pour participer aux élections[20].

- Aníbal Torres (En avant, peuple unis !), premier ministre (2022) et ministre de la Justice des Droits de l'homme (2021-2022). Le parti ne s'enregistre pas dans les délais impartis pour participer aux élections[21].

- Ciro Gálvez (Résurgence nationale unie), ministre de la Culture (2021). Le parti ne s'enregistre pas dans les délais impartis pour participer aux élections[22].

- Martín Vizcarra (D'abord le Pérou), président par intérim de la république du Pérou (2018-2020), vice-président du Pérou (2016-2018), ambassadeur du Pérou au Canada (2017-2018), ministre des Transports (2016-2017) et gouverneur de Moquegua (2011-2014). Inéligible à la présidence pendant 10 ans (2021-2031)[23],[24].

### Candidatures retirées
- Richard Acuña (AP), membre du Congrès (2011-2019), fils de César Acuña[14],[25].

- Susel Paredes (Les gens d'abord), membre du Congrès (depuis 2021). Démissionne de son parti et retire sa candidature à l'élection présidentielle[26],[27].

- Marisol Pérez Tello (Les gens d'abord), ministre de la Justice et des Droits de l'homme (2016-2017) et membre du Congrès (2011-2016). Annonce son retrait de la course afin de soutenir Alfonso López Chau[28],[29].

- Hernando De Soto (Progressons), directeur de la Banque centrale de réserve du Pérou (1978-1980), candidat à l'élection présidentielle de 2021. Annonce son retrait du parti Progressons et par conséquent son retrait de la course présidentielle de 2026[30],[31].

### Candidatures déclinées
- Verónika Mendoza (Nouveau Pérou pour bien vivre), membre du Congrès (2011-2016) et candidate aux élections présidentielles de 2016 et de 2021[32].

- Francisco Sagasti (Parti violet), président par intérim de la république du Pérou (2020-2021), président du Congrès (2020-2021) et membre du Congrès (2020-2021)[33].

### Candidatures caduques
- Alberto Fujimori, président du Pérou (1990-2000), président de l'Assemblée nationale des recteurs (1987-1989), président de l'Université nationale agraire La Molina (1984-1989). Avait annoncé son intention de se présenter en juillet 2024, mais est mort deux mois plus tard[34],[35].

### Portraits

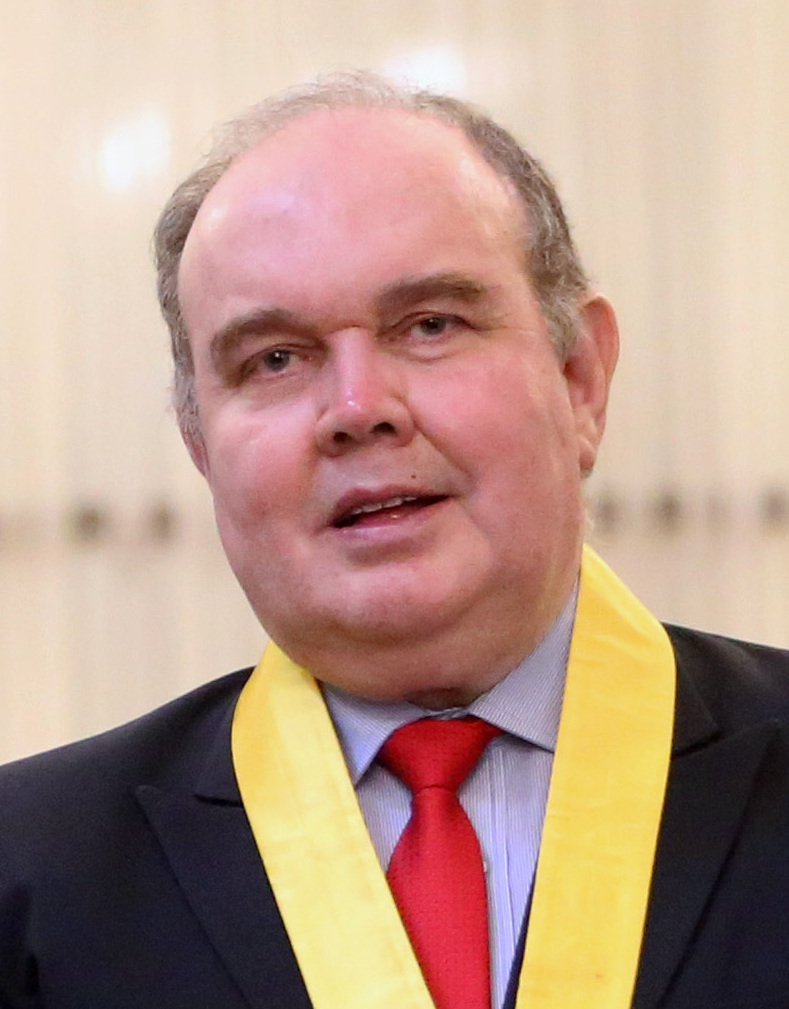
Rafael López Aliaga.
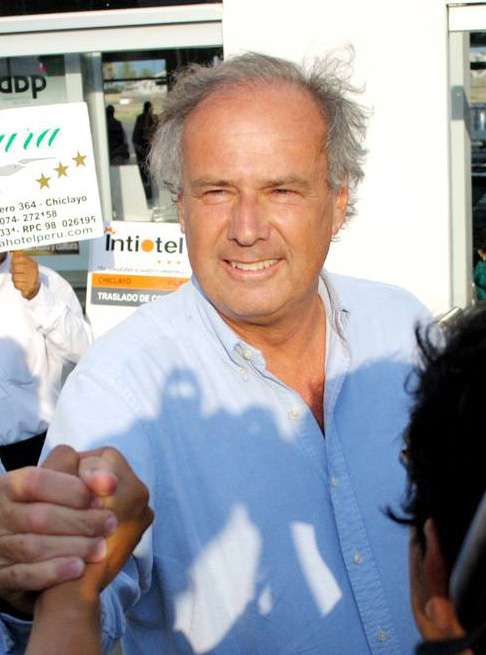
Alfredo Barnechea.
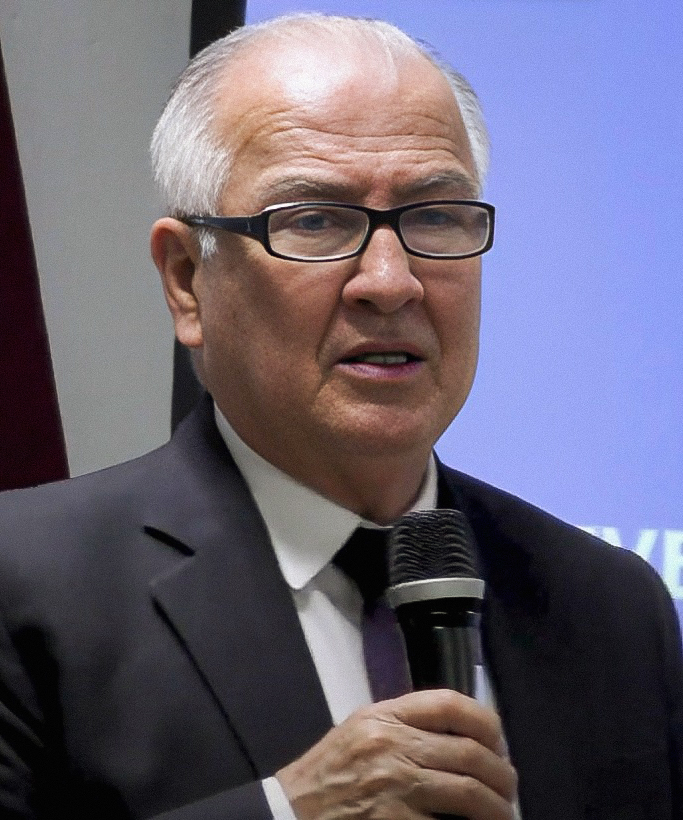
Alfonso López Chau.
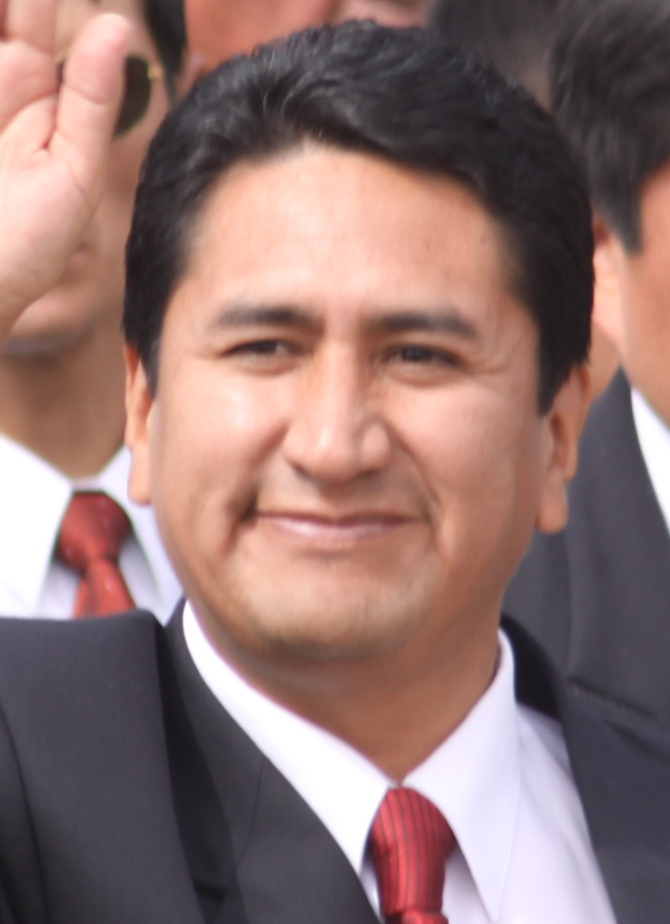
Vladimir Cerrón.
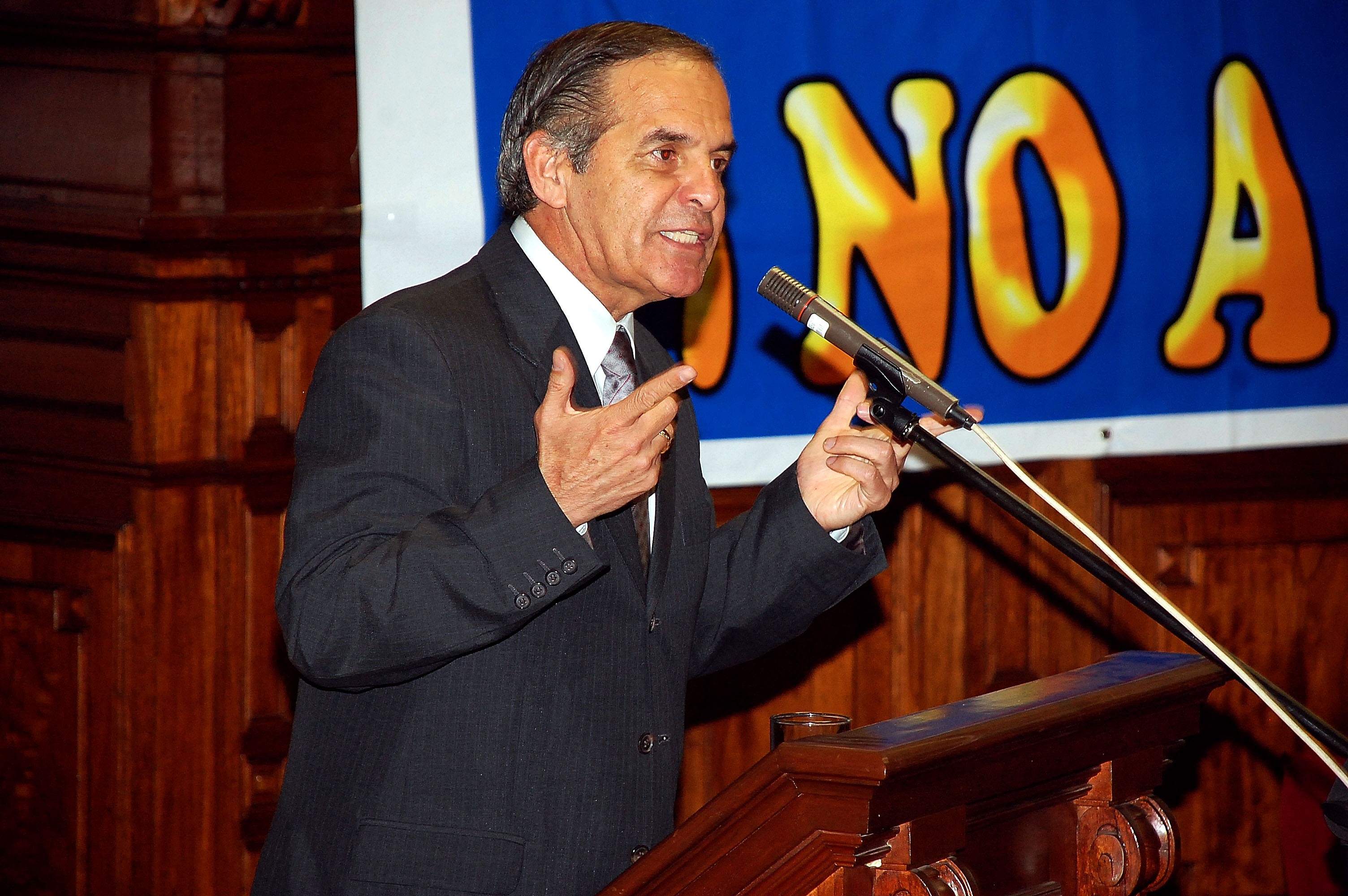
Roberto Chiabra.
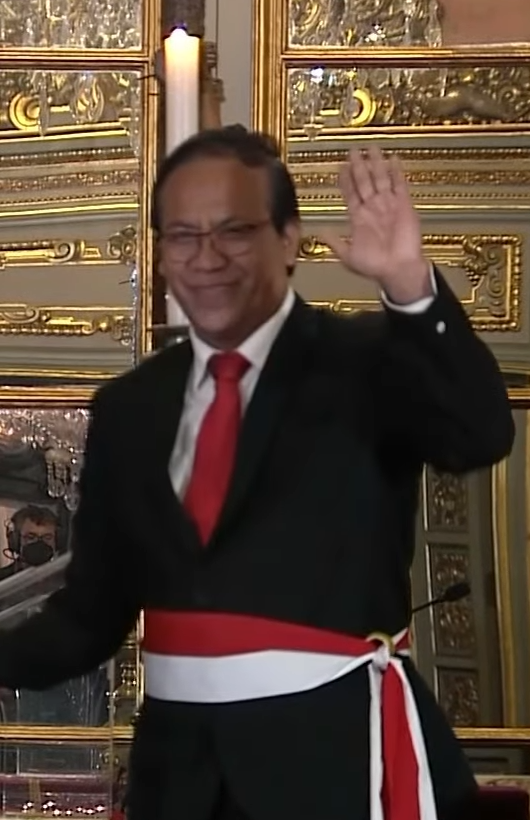
Roberto Sánchez Palomino
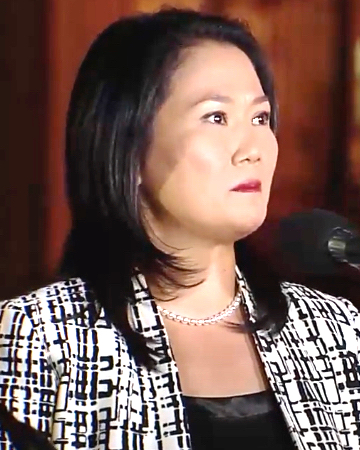
Keiko Fujimori.
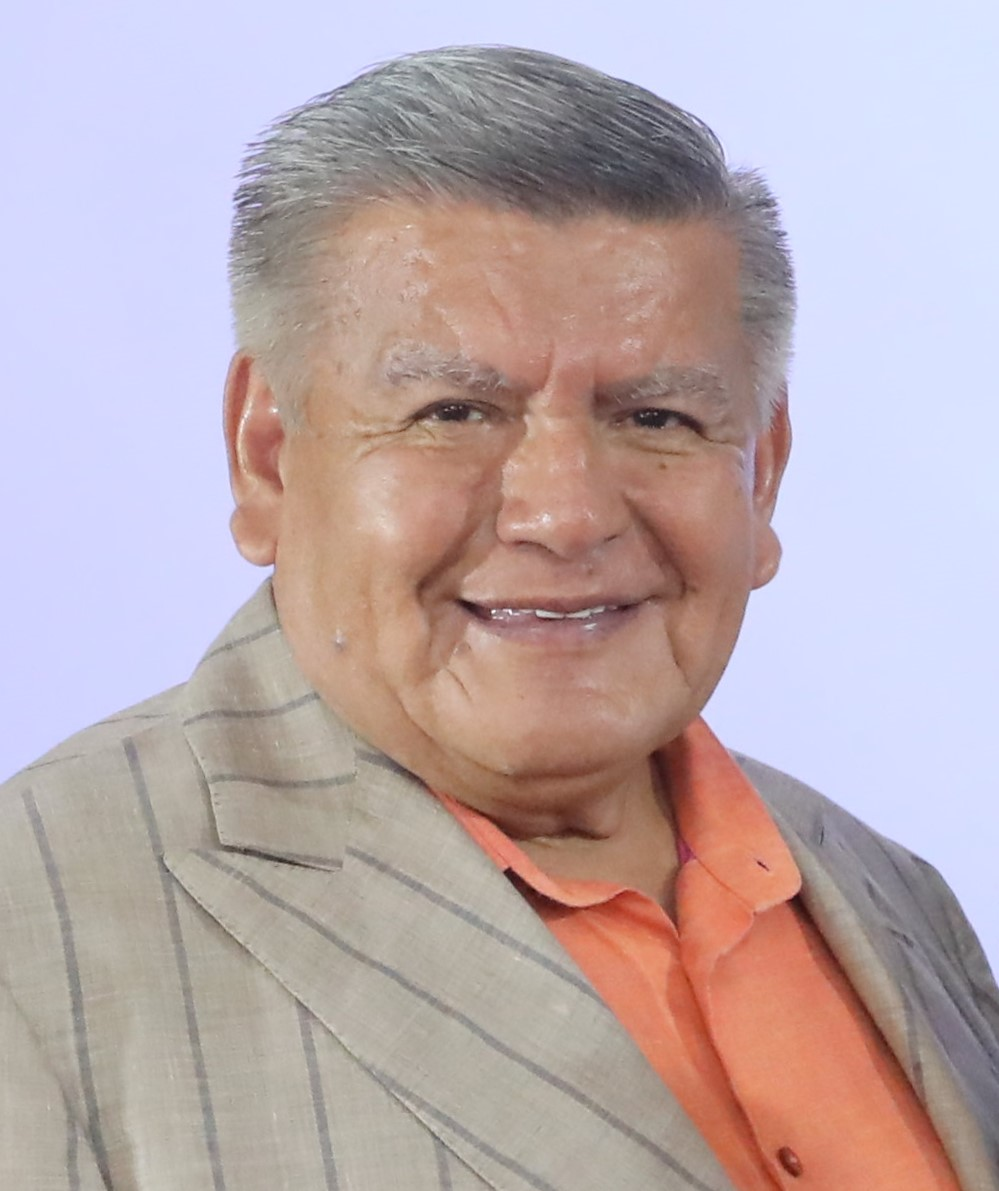
César Acuña.
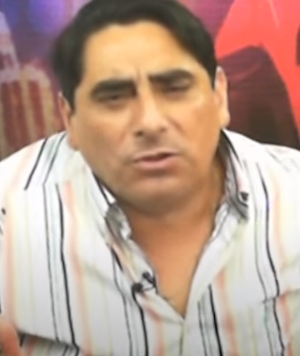
Carlos Álvarez.
Antauro Humala.
Guido Bellido.
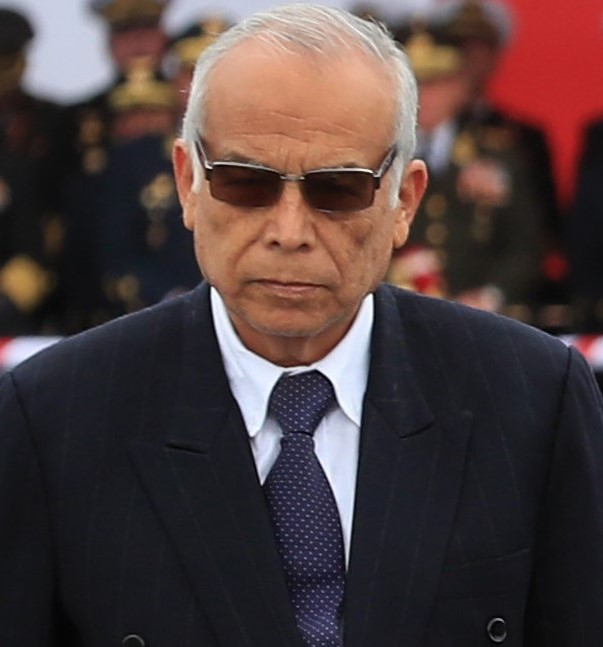
Aníbal Torres.
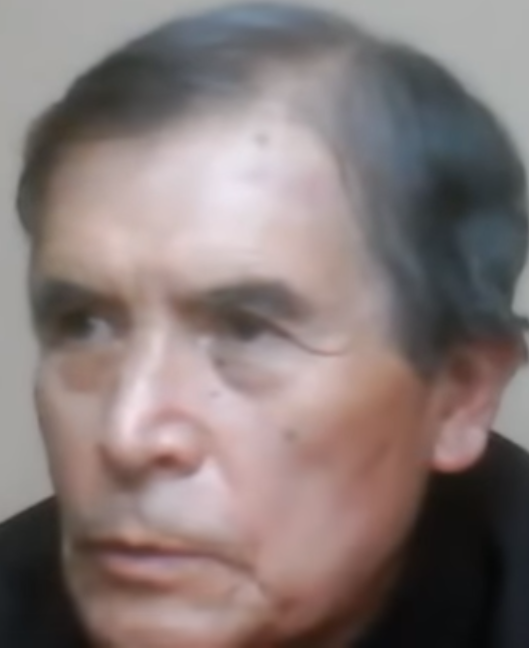
Ciro Gálvez.
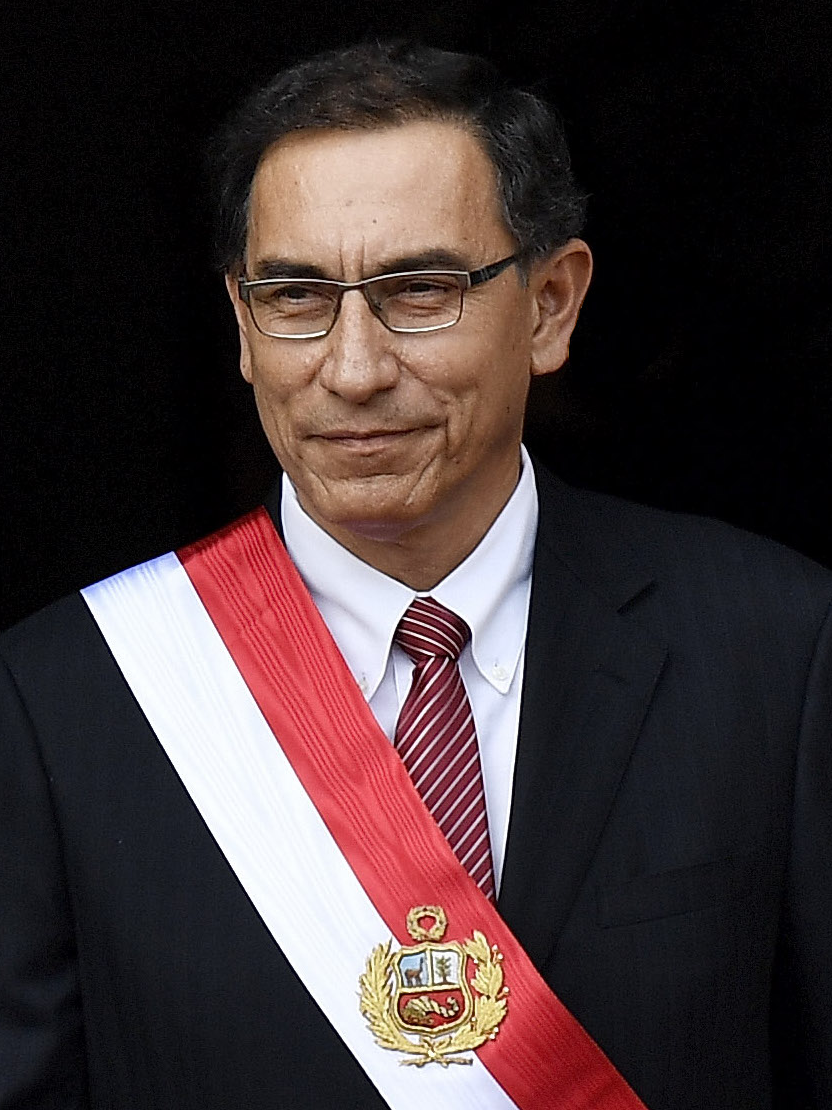
Martin Vizcarra.
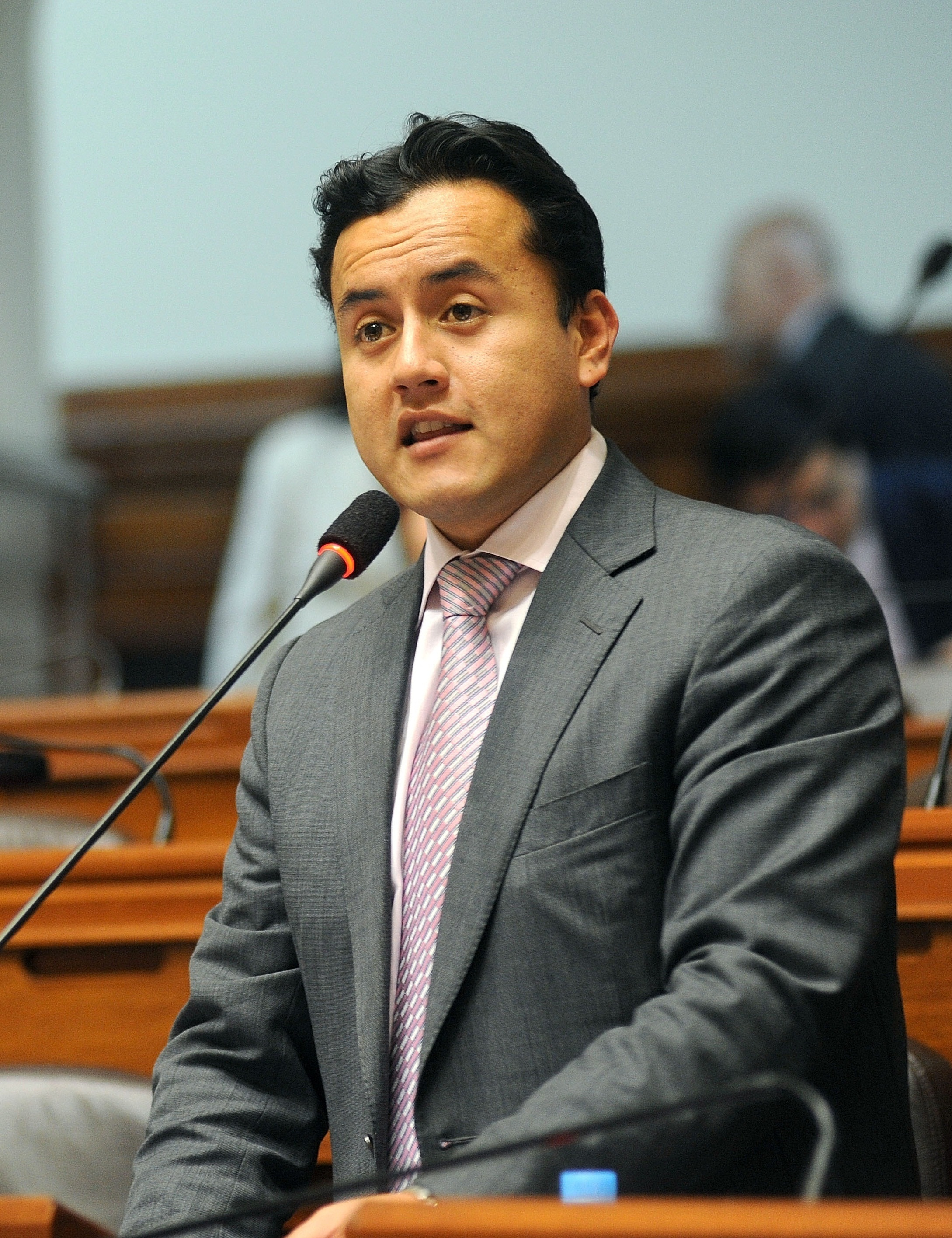
Richard Acuña.
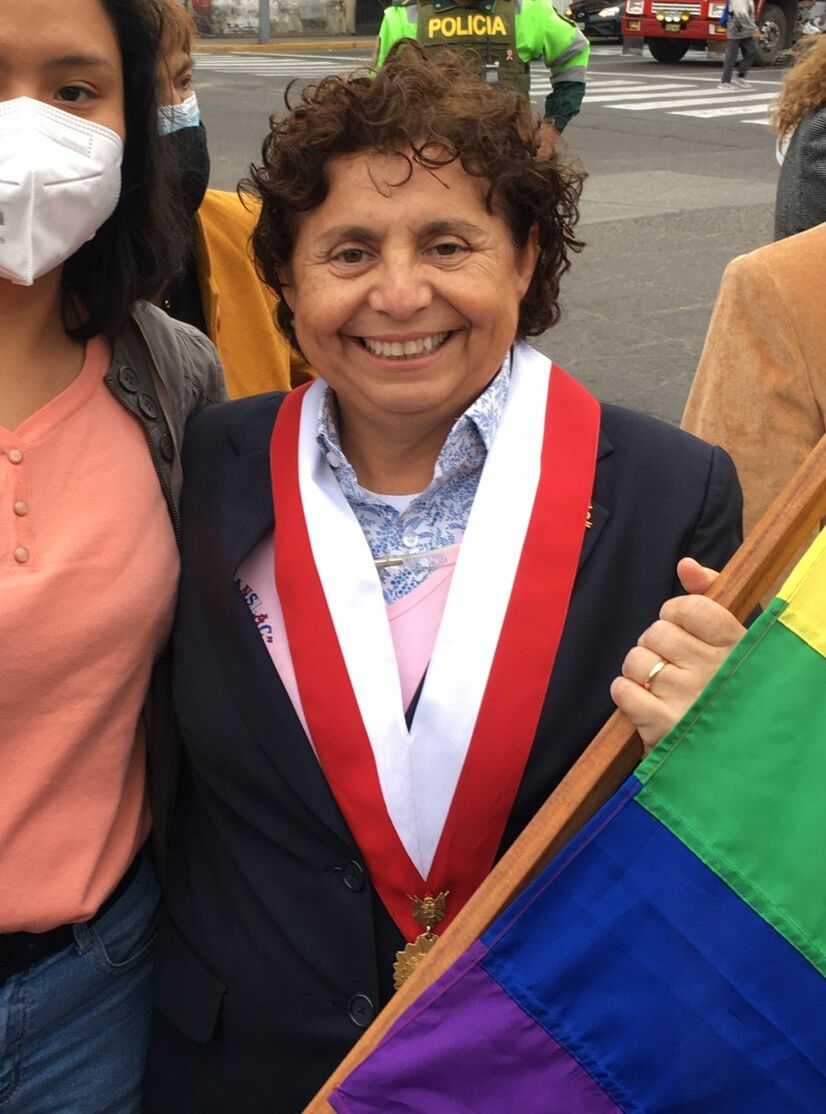
Susel Paredes.
Marisol Pérez Tello.
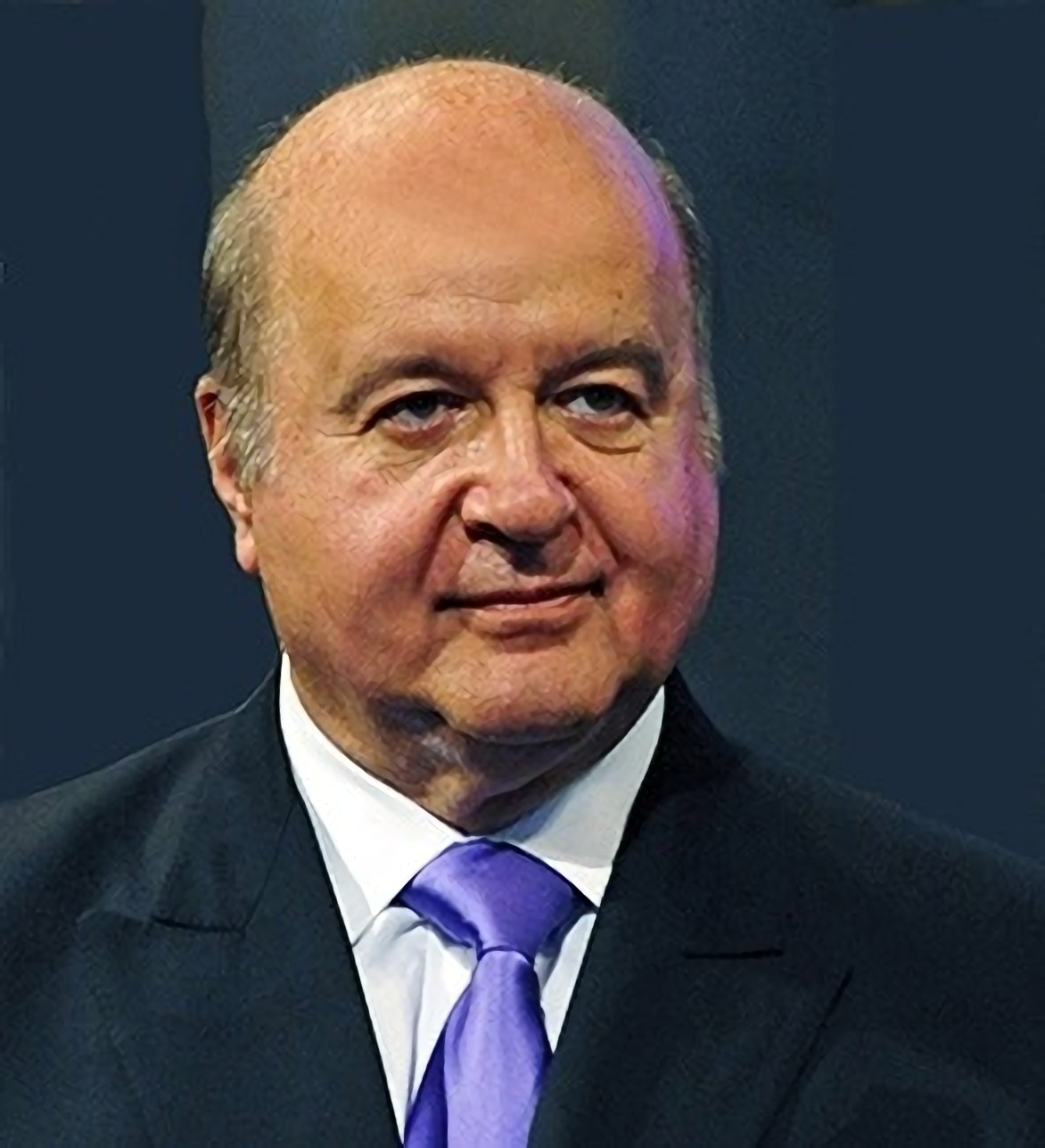
Hernando De Soto.
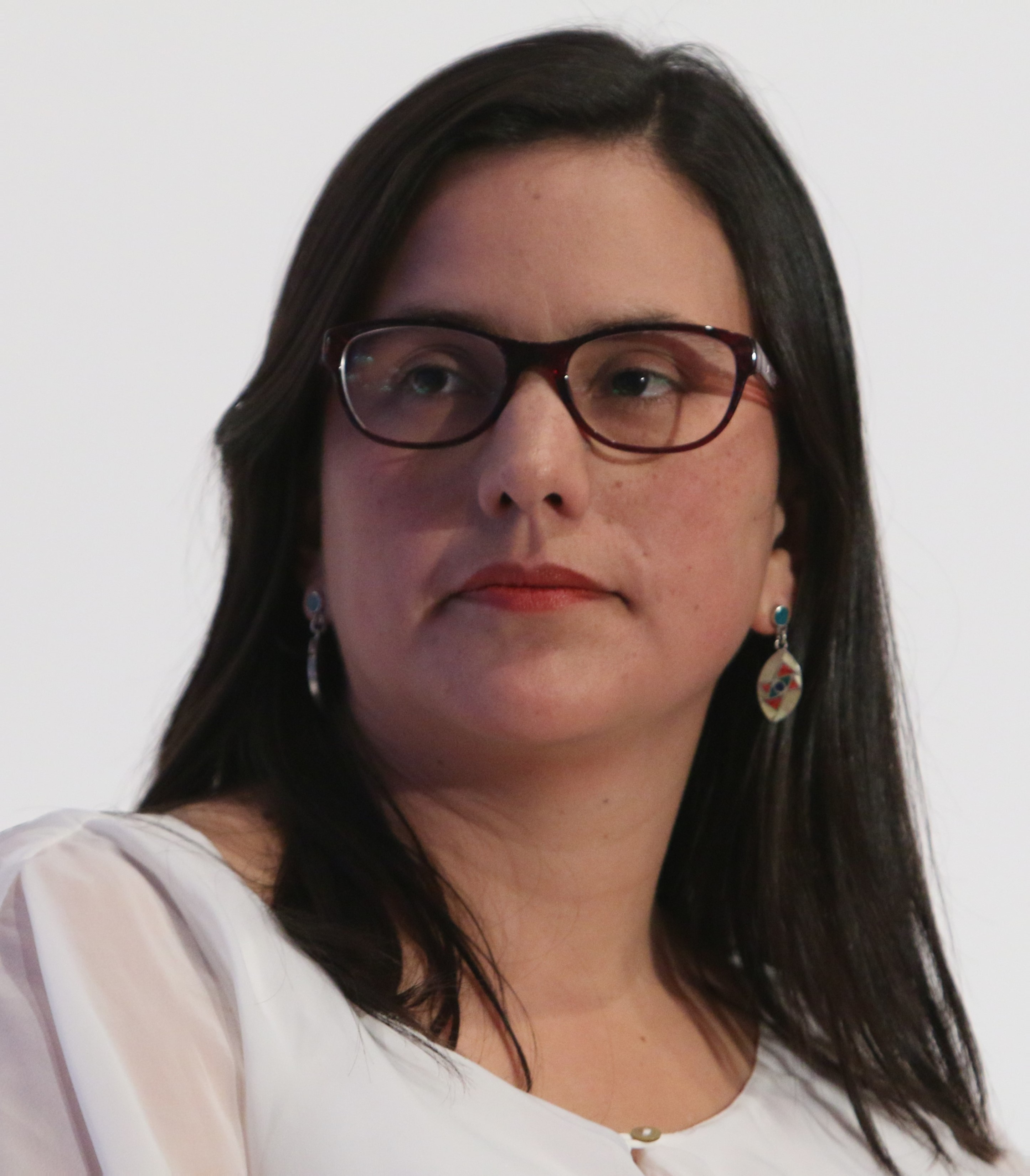
Veronika Mendoza.
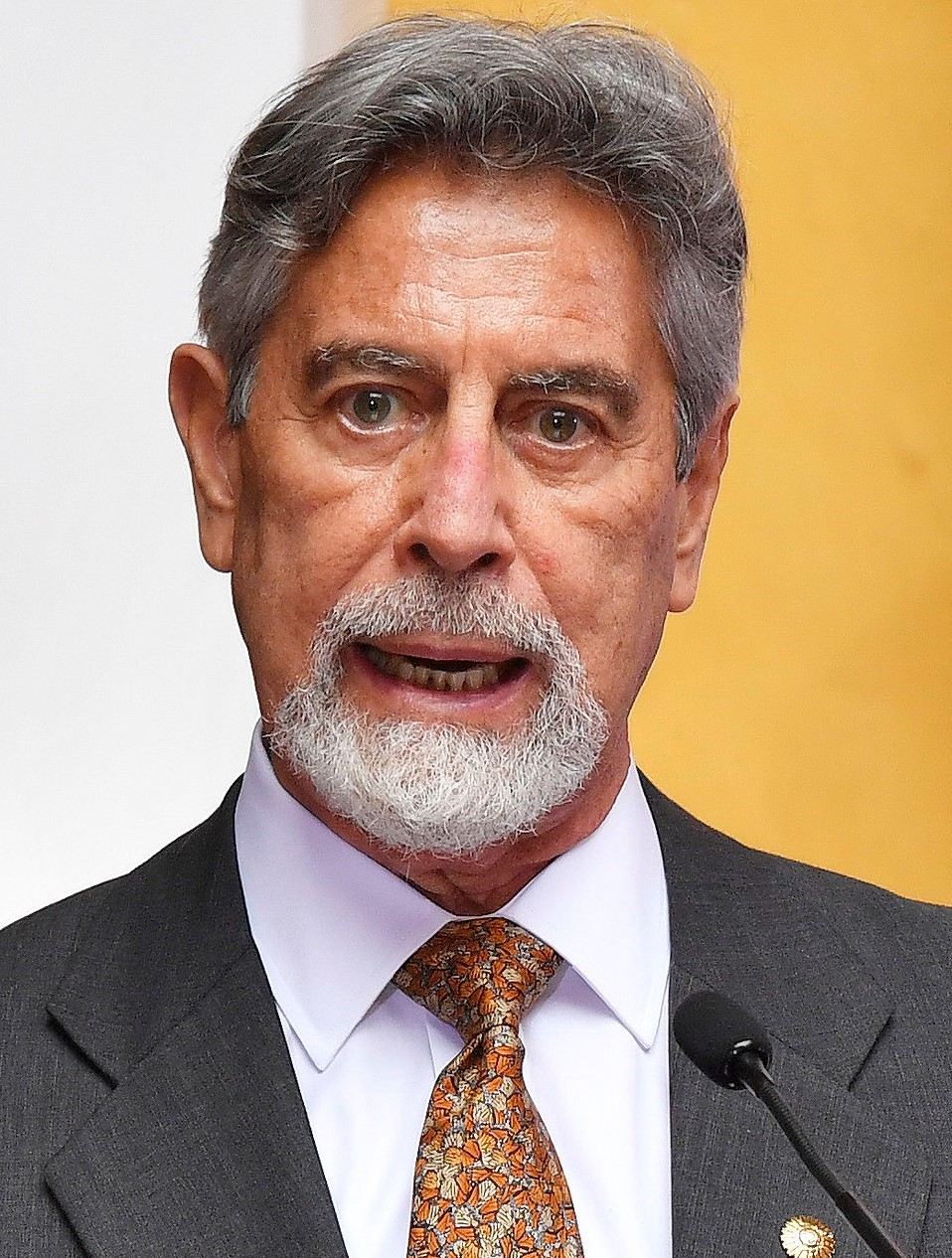
Francisco Sagasti.
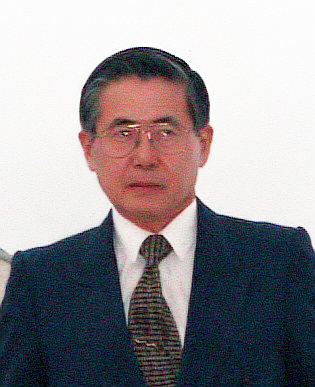
† Alberto Fujimori.
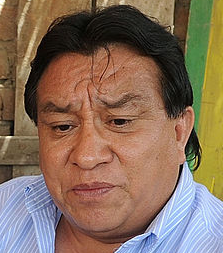
José Luna

## Sondages

### Avant l'annonce des candidats officiels

#### Premier tour
| Institut              | Date               | Échantillon | Fujimori | López Aliaga | Álvarez | Butters | Cerrón | Barnechea | López Chau | Acuña |
| --------------------- | ------------------ | ----------- | -------- | ------------ | ------- | ------- | ------ | --------- | ---------- | ----- |
| Ipsos Perú/Perú21     | 6-7 août 2025      | 1,207       | 8%       | 10%          | 6%      | —       | 2%     | —         | 2%         | 3%    |
| Ipsos Perú/América TV | 21-22 juillet 2025 | 1,205       | 9%       | 8%           | 6%      | 2%      | 2%     | —         | 2%         | 2%    |
| CPI/RPP               | 18-24 juillet 2025 | 1,200       | 10%      | 9%           | 7%      | 2%      | 3%     | —         | 3%         | 2%    |
| CIT/Expreso           | 10-12 juillet 2025 | 1,200       | 8%       | 14%          | 11%     | 4%      | —      | 1%        | 2%         | 7%    |
| Ipsos Perú/Perú21     | 3-4 juillet 2025   | 1,204       | 9%       | 7%           | 6%      | 2%      | 1%     | 2%        | 2%         | 2%    |
| CRI/RPP               | 15-23 mai 2025     | 1,200       | 10%      | 8%           | 7%      | 2%      | —      | —         | 3%         | 2%    |
| CIT/Expreso           | 6-9 mai 2025       | 1,220       | 9%       | 9%           | 16%     | 2%      | —      | —         | —          | 7%    |
| Ipsos Perú/Perú21     | 13-14 avril 2025   | 1,206       | 11%      | 6%           | 6%      | 2%      | 2%     | 2%        | 2%         | 3%    |
| CIT/Expreso           | 27-31 mars 2025    | 1,200       | 13%      | 8%           | 6%      | —       | —      | —         | 1%         | 2%    |
| Ipsos Perú/Perú21     | 9-10 janvier 2025  | 1,214       | 12%      | 4%           | 4%      | 2%      | —      | 2%        | 2%         | 2%    |

#### Second tour

##### Hypothèse Fujimori/López Aliaga
| Institut   | Date       | Échantillon | Fujimori | López Aliaga |
| ---------- | ---------- | ----------- | -------- | ------------ |
| Ipsos Perú | Abril 2025 | 1,206       | 27%      | 33%          |

##### Hypothèse Fujimori/Álvarez
| Institut   | Date       | Échantillon | Fujimori | Álvarez |
| ---------- | ---------- | ----------- | -------- | ------- |
| Ipsos Perú | Abril 2025 | 1,206       | 27%      | 37%     |

##### Hypothèse López Aliaga/Álvarez
| Institut   | Date       | Échantillon | López Aliaga | Álvarez |
| ---------- | ---------- | ----------- | ------------ | ------- |
| Ipsos Perú | Abril 2025 | 1,206       | 29%          | 34%     |